# Inga Sarri
Alma Inga Kristina Sarri, född Jonsson den 7 augusti 1934 i Bollnäs, död 14 april 2021 i Enskede församling, var en svensk skådespelare.

## Biografi
Inga Jonsson var dotter till slaktaren Johan Jonsson och Vilma Gustava Katarina, född Frisk. Hon växte upp i Hällbo i Hälsingland. Modern dog i cancer 1947 och fadern avled 1950. Hon uppfostrades därefter av sina två äldre systrar. Hon hade tankar på att ägna sig åt sjukvård och sjukgymnastik och fick efter realexamen jobb som vårdbiträde. 1953 bestämde hon sig i stället för att satsa på teaterbanan och flyttade till Stockholm för att studera vid Willy Koblancks teaterskola. Hon var klar med studierna 1955 och varvade därefter skådespelandet med jobb på sjukhus. Hon sökte in till elevskolorna vid Dramaten och Malmö stadsteater, men sprack i tredje delprovet vid båda tillfällena. 
Efter samarbete med regissören Per Verner Carlsson vid Skolbarnsteatern, turnéer med Riksteatern och filmdebut i Alf Sjöbergs och Ingmar Bergmans Sista paret ut (1956) kom hon till Stockholms stadsteater, där hon sedan 1960 kom att stanna som fast anställd till att hon pensionerade sig på 90-talet.
Under flera år ingick hon i ensemblen Unga Klara och samarbetade med bland andra med Suzanne Osten på scen och i filmer som Bröderna Mozart (1986) och Livsfarlig film (1988). Hon har även samarbetat mycket med Staffan Westerberg i flera teater-/dockteaterproduktioner på scen och Sveriges Television och andra barn-TV-serier, såsom Vintergatan. I Hälsingland har hon också medverkat i bygdespelet Flottarliv.

### Familj
Under en turné med Riksteatern träffade hon skådespelaren Lasse Sarri som hon gifte sig med 1960. De fick två barn, Pelle Sarri och skådespelaren Olle Sarri.

## Filmografi
- 1956 – Het är min längtan
- 1956 – Sista paret ut
- 1965 – En historia till fredag (TV-serie)
- 1971 – Lavforsen – by i Norrland (TV-serie)
- 1980 – Spela Allan (TV)
- 1983 – Mot härliga tider
- 1985 – Det är mänskligt att fela (TV)
- 1986 – Bröderna Mozart
- 1988 – Livsfarlig film
- 1992 – Hassel – Utpressarna (TV)
- 1993 – Roseanna
- 1993 – Tomtemaskinen (TV-serie)
- 1994 – Min vän Percys magiska gymnastikskor (TV-serie)
- 1994 – Svensson Svensson (TV-serie)
- 1999 – c/o Segemyhr (TV-serie)
- 2001 – Vintergatan 5b (TV-serie)
- 2002 – Bella bland kryddor och kriminella (TV-serie)
- 2003 – Tillbaka till Vintergatan (TV-serie)
- 2008 – Varg
- 2009 – Äntligen midsommar
- 2020 – We Got This (TV-serie)

## Teater

### Roller (ej komplett)
| År   | Roll                   | Produktion                                                                                               | Regi             | Teater                 |
| ---- | ---------------------- | --- | ---------------- | ---------------------- |
| 1957 | Anna Clara             | Anna Clara Harriet Hjorth                                                                                | Gösta Jonsson    | Riksteatern            |
| 1958 | Fru Kastanie den yngre | Magister Bläckstadius August Blanche                                                                     | Else Fisher      | Riksteatern            |
| 1958 | Anja                   | Körsbärsträdgården (Вишнёвый сад, Visjnjovyj sad) Anton Tjechov                                          | Sandro Malmquist | Riksteatern            |
| 1962 | Medverkande            | Charlie McDeath Lars Forssell, Per Falk, Håkan Serner                                                    | Ingrid Thulin    | Stockholms stadsteater |
| 1964 | Prinsessan             | Karusellen (The Apple Cart) George Bernard Shaw                                                          | Georg Funkquist  | Stockholms stadsteater |
| 1965 | Medverkande            | 13 quinnor Sandro Key-Åberg, Sonja Åkesson, Robban Broberg, Björn Lindroth , Lars Löfgren och Carl Anton | Christian Lund   | Stockholms stadsteater |
| 1965 | Hovdam I               | Isabella (Isabella, tre caravelle e un cacciaballe) Dario Fo                                             | Frank Sundström  | Stockholms stadsteater |
| 1966 | Lotta                  | Nya Wermländingarne Sandro Key-Åberg                                                                     | Christian Lund   | Stockholms stadsteater |
| 1968 | Magdalena              | Bernardas hus (La casa de Bernarda Alba) Federico Garcia Lorca                                           | Bengt Ekerot     | Stockholms stadsteater |
| 1992 | Erika                  | Cheek 2 cheek Jonas Gardell                                                                              | Claire Wikholm   | Stockholms stadsteater |